# 阿本德羅思峰
71°5′S 62°0′W / 71.083°S 62.000°W
阿本德羅思峰（英語：Abendroth Peak），是南極洲的山峰，位於帕爾默地，處於斯托克頓峰東北面6公里，是默里什冰川和蓋恩冰川之間的分界點，以美國研究隊的生物學家命名，現時由南極條約體系管理。